# Nymphon microsetosum
Nymphon microsetosum is een zeespin uit de familie Nymphonidae. De soort behoort tot het geslacht Nymphon. Nymphon microsetosum werd in 1942 voor het eerst wetenschappelijk beschreven door Hilton. 